# Quelea erythrops
Quelea erythrops es una especie de pájaro de la familia Ploceidae y del género Quelea. Se encuentra en Angola, Benín, Botsuana, Burkina Faso, Burundi, Camerún, República Centroafricana, Chad, República del Congo, República Democrática del Congo, Costa de Marfil, Guinea Ecuatorial, Etiopía, Gabón, Gambia, Ghana, Guinea, Guinea-Bissau, Kenia, Liberia, Malawi, Malí, Mozambique, Níger, Nigeria, Ruanda, Santo Tomé y Príncipe, Senegal, Sierra Leona, Sudáfrica, Sudán del Sur, Suazilandia, Tanzania, Togo, Uganda, Zambia, y Zimbabue.